# Raffaele Aurini
Raffaele Aurini (Teramo, 2 de março de 1910 – Teramo, 27 de fevereiro de 1974) foi um historiador italiano.

## Biografia
Notável pela sua ampla obra intitulada Dizionario bibliografico della gente d'Abruzzo publicada em cinco volumes (e impressa em duas edições), dedicada aos ilustres personagens da história de abruzzese. O dicionário é uma obra muito importante para o patrimônio de Abruzzo.
Participou dos trabalhos preparatórios do Dizionario biografico degli italiani, editor da "Enciclopedia Italiana Treccani".
Reordenou e e riaprì ao público a Biblioteca comunitária "Vincenzo Bindi" de Giulianova da qual foi diretor fino alla sua scomparsa. Curò il riordino della Biblioteca della Camera di Commercio di Teramo e collaborò all’organizzazione della Biblioteca dell'Università di Teramo e di quella del Comune di Roseto degli Abruzzi.
Sócio e membro da "Deputazione di Storia Patria per gli Abruzzi", obteve dois Premi per la Cultura da Presidenza del Consiglio dei Ministri, em 1962  e 1973, pela atividade de escritor, jornalista e estudioso, em particular pelo estudo da cui scaturì il "Dizionario bibliografico della Gente d'Abruzzo".
Em 1969 foi sócio-fundador do "Istituto Abruzzese di Ricerche Storiche".
A lui sono state intitolate due strade, una a Teramo nel quartiere Villa Mosca (nel 1991) e una a Santa Lucia nel Comune di Roseto degli Abruzzi (nel 1994). Una lapide nella Biblioteca Melchiorre Dèlfico ricorda la sua attività.
Raffaele è il fratello maggiore del giornalista Fernando Aurini.

## Obras
- Catalogo della Mostra della Maiolica antica abruzzese, Teramo, Coop. Tip. Ars et Labor, 1949;
- Francesco Savini e la sua opera, Teramo, Coop. Tip. "Ars et  Labor", 1950;
- Dizionario bibliografico della gente d'Abruzzo, 1° volume, Teramo, Ars et labor, 1952; 2° volume, Teramo, Ars et labor, 1955, 3° volume, Teramo, Ars et labor, 1958; 4° volume, Teramo, Ars et Labor, 1962, 5° volume, Teramo, Edigrafital, 1973; 2° edizione con 20 voci inedite in 5 volumi, Colledara, Andromeda Editrice, 2002;
- Bibliografia di Preistoria e Protostoria Abruzzese (1867-1970), Teramo, Tip. Edigrafital, 1972;

## Artigos publicados em jornais diários
- Il patriota Alessio Tulli e la reazione borbonica del 1798, su «Il Resto del Carlino»,  Bologna, 30 novembre 1941;
- Raffaele Aurini, Il padre della storia teramana. Mutio De' Mutij, in "La Tribuna", 5 maggio 1936;